# Neda Cilinger

Neda Cilinger (Zagreb, 1959. – 31. srpnja 2020.), hrvatska arhitektica, scenografica i izvanredna profesorica na Arhitektonskom fakultetu u Zagrebu.

## Životopis
Rodila se je 1959. godine. U rodnom gradu diplomirala je na Arhitektonskom fakultetu 1987. godine. Pohađala poslijediplomski studij na Odsjeku za povijest umjetnosti Filozofskog fakulteta u Zagrebu s temom Boja i Svjetlo u arhitekturi i njihov utjecaj na čovjeka. Godine 1987. zaposlila se je u projektnom uredu Industrogradnja. U Moskvu je otišla 1990. godine (izgradnja interijera Akademije znanosti). Od 1992. godine s E. Kulenović vodila je studio Arhitektonska radionica EN, a 1996. godine osnovala je vlastiti studio Tektoniku. Godine 2009. izabrana je za docenticu na Katedri za arhitektonsko projektiranje. Autorica je niza arhitektonskih projekata i realizacija. Osobito se ističu rasvjeta u tunelu Grič i Muzej osjetila. Bavila se je i scenografijom. Na Hrvatskoj televiziji uredila je scenografiju emisija Dobro jutro, Hrvatska i Svakodnevice.